# (23510) 1992 PA2
(23510) 1992 PA2 est un astéroïde de la ceinture principale d'astéroïdes découvert en 1992.

## Description
(23510) 1992 PA2 a été découvert le 4 août 1992 à l'observatoire Palomar, situé au nord de San Diego en Californie, par Henry E. Holt.

### Caractéristiques orbitales
L'orbite de cet astéroïde est caractérisée par un demi-grand axe de 2,26 UA, un périhélie de 1,77 UA, une excentricité de 0,22 et une inclinaison de 5,67° par rapport à l'écliptique. Du fait de ces caractéristiques, à savoir un demi-grand axe compris entre 2 et 3,2 UA et un périhélie supérieur à 1,666 UA, il est classé, selon la JPL Small-Body Database, comme objet de la ceinture principale d'astéroïdes.

### Caractéristiques physiques
(23510) 1992 PA2 a une magnitude absolue (H) de 15,3 et un albédo estimé à 0,149.